# Войковиці (Нижньосілезьке воєводство)
Войкови́ці (пол. Wojkowice) — село в Польщі, у гміні Журавіна Вроцлавського повіту Нижньосілезького воєводства.
Населення — 202 особи (2011).
У 1975—1998 роках село належало до Вроцлавського воєводства.

## Демографія
Демографічна структура станом на 31 березня 2011 року:
|          | Загалом | Допрацездатний вік | Працездатний вік | Постпрацездатний вік |
| -------- | ------- | ------------------ | ---------------- | -------------------- |
| Чоловіки | 96      | 25                 | 68               | 3                    |
| Жінки    | 106     | 20                 | 64               | 22                   |
| Разом    | 202     | 45                 | 132              | 25                   |